# Beyerholz
Beyerholz – mała miejscowość (lieu-dit) w południowo-wschodnim Luksemburgu, w kantonie Remich, w gminie Lenningen. Do 3 października 2015 miejscowość leżała w dystrykcie Grevenmacher.